# Sibayinema natalensis
Sibayinema natalensis is een rondwormensoort uit de familie van de Desmodoridae. De wetenschappelijke naam van de soort is voor het eerst geldig gepubliceerd in 1991 door Swart & Heyns.